# NHi Taurus (H-33)
O Navio Hidrográfico Taurus - H 33, é o primeiro navio da Marinha do Brasil a ostentar esse nome em homenagem a constelação zodiacal de Taurus. Foi construído pelo AMRJ - Arsenal de Marinha do Rio de Janeiro, Ilha das Cobras, Rio de Janeiro. Teve sua quilha batida em 12 de dezembro de 1955, foi lançado ao mar em 7 de janeiro de 1958 e foi incorporado em 23 de abril de 1959. Naquela ocasião, assumiu o comando o Capitão-de-Corveta José Lisboa Freire. Pertenceu a Classe Argus.